# トカンチンス川

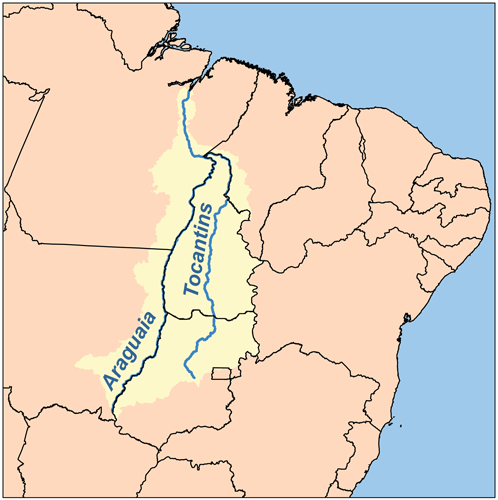
トカンチンス川流域

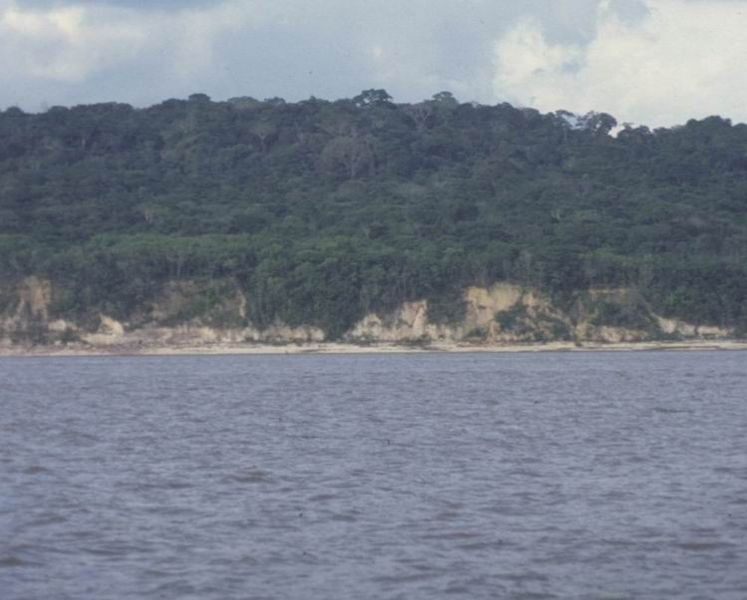
トカンチンス川

トカンチンス川（トカンチンスがわ、Tocantins、ポルトガル語発音: [tokɐ̃ˈtʃĩs]、[tukɐ̃ˈtʃĩs]）は、ブラジルの川。ブラジル中部における水運の動脈である。川の名前はトゥピ語で「オオハシ（トゥルカン）のくちばし」を意味する。南から北へ、およそ2640kmを流れ、大西洋に注ぐ。河口部付近においてアマゾン川と結ぶ水路があるため、その一部とされることもあるが、河口部以外の集水域は異なることから、水文学的には別水系とされ、ブラジル国家水資源局も別流域として扱っている。
トカンチンス川は、ゴイアス州、トカンチンス州、マラニャン州、パラ州のブラジルの4つの州を通る。1988年にゴイアス州の北部から成立したブラジルで最も新しい州のひとつ、トカンチンス州の名はこの川に由来する。

## 流路
ブラジリア連邦直轄区の西のピレネウスとして知られる山地を源流とするが、トカンチンス川の西の支流であるアラグアイア川は、カイアポス山地のふもとにその最も南の水源がある。トカンチンス川との合流点に至るアラグアイア川の長さは1670kmで、その流量はほぼ等しい。これに加えて、モルテス川やアラグアイア川の20の支流でカヌーによる長距離の航行ができる。川下りでは合流点のおよそ160km上流地点まで、しばしば滝や急流、岩がむきだしの峡谷を吹き抜ける激しい風に遭遇する。
マラニャン川とパラナティンガ川の二つの支流は、特に南部と南東部の周囲の高地から、大量の水を集めてくる。後者とアラグアイア川との合流点とのあいだで、トカンチンス川はしばしば岩場にはばまれ、流路を直角に曲げている所がある。

## ダム
アラグアイア川の合流点から下流のパラ州には多くの滝や急流があったが、世界最大級のトゥクルイダムの建設で1980年代初頭に人造湖に水没した。トゥクルイ計画の第二期が完了すると、長距離にわたって川を航行可能とする閘門の体系が生まれることになる。しかし、この建設作業は長年にわたって、資金不足を理由に引き伸ばされてきた。

## 地質
トカンチンス川と支流のアラグアイア川ともに、砂と粘土からなる平坦で幅の広い谷を険しい断崖が見下ろしている。これは標高300 - 600mの広大な砂岩の高原のふちで、川はその深い底を侵食してきた。トカンチンス川の河口あたりでこの高原は姿を消し、森林におおわれ半分水没した南東と西方向に広がる沖積平野の一部となる。アマゾン川がマラジョー島の南側をまわりこんでパラ川となるアマゾン川の最後の大支流。

## 流量
トカンチンス川の平均流量は13,598m3/s（流域1km2あたり14.4l/s）である。それぞれの支流域の1km2あたりの流量は、トカンチンス川が11l/s、アラグアイア川が16l/s、パラ川が17l/s、グアマ川が21l/sである。